# 名士会
名士会（めいしかい、仏：Assemblée des notables）は、フランス国王の諮問により重要議題を議論する場として、ヴァロワ朝からブルボン朝にかけてのフランス王国に存在した会議である。

## 概要
国王はこの会議を招集するにあたり、王族、貴族、司教、裁判官、および場合によっては地方政府の官僚をリストアップし、召集された名士に対して、諮問する議題を与える。会議では、議題に関して論じられるが、召集される人物としてリストアップされること自体が名誉であったことから、基本的には議題に対する反対意見を表明する場ではなく、付帯意見を表明する程度であった。
国王はこの会議での諮問を経ることで、国政に対して重要な影響のある起案を、国民の代表者による議論を経たとして、法としての登記と国内への発布への裏付けとすることができ、主に新税の設立の承認のために用いられた。
最後の開催となった、ルイ16世によって召集された1787年および1788年の名士会は、当時の財務総監カロンヌの要請により、破たんに近い状態にあった国家財政を立て直すための印紙税と地租の承認を得るため、およそ150年ぶりに召集された。しかし、この会議では、大土地所有者である貴族や僧侶などの特権階級への課税につながる新税についての議論であったため、名士会の大半はこれに反対し、カロンヌの政敵からの個人攻撃などもあり、新たな起債の承認や、穀物取引の自由化などを承認しただけで終了した。さらに、新税についてはより幅広く国民各層を招集する三部会を開くべきだとの意見が表明されるに至り、名士会招集の利点が失われたため、フランス革命の進展もあり、これ以降は途絶することとなった。

## 開催年月と場所
- 1470年6月、トゥール
- 1506年5月、トゥール
- 1527年12月、パリ
- 1558年1月、パリ
- 1560年8月、フォンテーヌブロー
- 1575年7月、パリ
- 1583年1月、サン＝ジェルマン＝アン＝レー
- 1596年11月、ルーアン
- 1617年12月、パリ
- 1625年9月、フォンテーヌブロー
- 1626年12月、パリ
- 1787年2月、ヴェルサイユ
- 1788年11月、ヴェルサイユ